# Hiroshima
Hiroshima (広島市 Hiroshima-shi) er en by i Japan. Byen ligger på nordsiden af øen Honshū ved Ōta-floden. Den har et indbyggertal på 1.198.021(2021) indbyggere og dækker et areal på 741,63 km². Den er hovedsæde i præfekturet Hiroshima og den største by i regionen Chūgoku, der dækker den vestlige del af Japans største ø Honshû.
Hiroshima blev grundlagt i 1598 som en borgby i Ōta-flodens delta. Efter Meiji-restaurationen i 1868 blev Hiroshima hurtigt omdannet til et større bycentrum og et industrielt knudepunkt. I 1889 fik Hiroshima officielt status af by. Byen var et centrum for militære aktiviteter i den kejserlige æra, hvor den indtog betydningsfulde roller i den første kinesisk-japanske krig, den russisk-japanske krig og Første og Anden Verdenskrig.
Hiroshima var den første by i verdenshistorien, der blev udsat for angreb med atomvåben. Dette skete under Anden Verdenskrig den 6. august 1945, da USA udløste en atombombe over byen. Det meste af byen blev ødelagt, og ved udgangen af året var 90.000–166.000 døde som følge af eksplosionen og dens virkninger. Hiroshima Peace Memorial (et UNESCO World Heritage Site) fungerer som et mindesmærke for bombningen.

## Atombombeangrebet mod Hiroshima
Som den første by i verdenshistorien blev Hiroshima udsat for angreb med atomvåben, da United States Army Air Forces (USAAF) den 6. august 1945 kastede en atombombe over byen. Bombeflyet Enola Gay fløj over Hiroshima og kastede bomben Little Boy. Bomben blev udløst kl. 8.15, og 43 sekunder senere kom der et kraftigt lysglimt, chokbølge og en kæmpemæssig paddehatteformet sky.